# 子午岭
子午岭又稱桥山山地，是中華人民共和國陕西省和甘肅省交界處的一個山脉。它位於洛河与泾河支流环江之间，是黄土高原的一部分。子午岭总面积约3万平方公里。陕西省境内面积约17000平方公里。子午岭山地东南的桥山有轩辕黃帝墓。